# Эскудеро, Эфраин
Эфраи́н Эскуде́ро (исп. Efraín Escudero; род. 15 января 1986, Сан-Луис-Рио-Колорадо) — мексиканский боец смешанного стиля, представитель лёгкой весовой категории. Выступает на профессиональном уровне начиная с 2006 года, известен по участию в турнирах таких бойцовских организаций как UFC, Bellator, Fight Nights, ACB и др. Победитель восьмого сезона бойцовского реалити-шоу The Ultimate Fighter.

## Биография
Эфраин Эскудеро родился 15 января 1986 года в городе Сан-Луис-Рио-Колорадо штата Сонора. Во время учёбы в университете в США серьёзно занимался борьбой, в частности занимал седьмое место в зачёте национального юниорского студенческого первенства, получил статус всеамериканского спортсмена.

### Начало профессиональной карьеры
Дебютировал в смешанных единоборствах на профессиональном уровне в июне 2006 года, в первом же раунде заставил своего соперника сдаться с помощью удушающего приёма. Начинал карьеру в небольших аризонских промоушенах Rage in the Cage и Cage Supremacy — неизменно выходил из всех поединков победителем. Поскольку в то время он ещё оставался студентом, выступал исключительно во время летних каникул.

### The Ultimate Fighter
Имея в послужном списке десять побед и ни одного поражения, в 2008 году Эскудеро попал в число участников восьмого сезона популярного бойцовского реалити-шоу The Ultimate Fighter. Благополучно преодолел отборочный этап лёгкого веса и под вторым номером был выбран в команду тренера Антониу Родригу Ногейры. Далее на стадиях четвертьфиналов и полуфиналов так же одержал победы, после чего в финале встретился с Филлипом Новером и выиграл у него единогласным решением судей, став таким образом победителем всего реалити-шоу. Победу он посвятил своему отцу, который умер незадолго до этого, а также всем, кто потерял любимых.

### Ultimate Fighting Championship
Благодаря успешному выступлению на TUF Эскудеро получил возможность подписать эксклюзивный контракт на шесть боёв с крупнейшей бойцовской организацией мира Ultimate Fighting Championship. Планировался его бой против Джереми Стивенса, но из-за травмы он вынужден был отказаться от этого поединка и позже вышел в октагон против Коула Миллера, эффектно отправив того в нокаут.
В январе 2010 года его победная серия прервалась, он встретился с Эваном Данэмом и в третьем раунде в результате успешно проведённого рычага локтя вынужден был сдаться. Мексиканец терпел болевой приём до последнего, и многим зрителям даже показалось, что его рука была сломана, однако позже в Твиттере он успокоил фанатов, сообщив только лишь о повреждении сухожилия. Полученная травма руки оказалась не серьёзной, и уже спустя несколько месяцев Эскудеро взял верх над Дэном Лозоном, переиграл его по очкам, хотя в третьем раунде был лишён одного очка за удар в пах.
Несколько последующих планируемых поединков сорвались из-за травм, в итоге его соперником стал бразилец Шарлес Оливейра. Эскудеро не смог уложиться в рамки лёгкой весовой категории, но бой всё равно состоялся в промежуточном весе — в третьем раунде мексиканский боец попался в удушающий приём со спины в стойке и сдался. После этой неудачи покинул организацию, став вторым победителем TUF, уволенным из UFC досрочно.

### Другие промоушены
Покинув UFC, Эскудеро выступал в различных менее престижных промоушенах в США и Мексике. Одержал в общей сложности пять побед, в том числе успешно выступил на турнире организации Bellator. Единственное поражение в этот период потерпел в мае 2011 года единогласным решением судей от бразильца Фабрисиу Камойнса на турнире промоушена Tachi Palace Fights.

### Возвращение в UFC
В 2011 году Эскудеро вернулся в UFC, но долго здесь не задержался — проиграл по очкам Джейкобу Волкманну и Маку Данцигу.

### Третий приход в UFC
В период 2013—2014 годов Эфраин Эскудеро с переменным успехом дрался в небольших промоушенах, одержав три победы и потерпев три поражение. Тем не менее, ему был дан шанс ещё раз заявить о себе в UFC. Планировался его бой в организации против бразильца Франсиску Триналду, однако позже его заменили другим бразильцем Леонарду Сантусом — в итоге Эскудеро проиграл единогласным судейским решением.
В 2015 году несколько поправил своё положение, взяв верх над Родригу де Лимой и Дрю Добером, но закончил год очередным поражением — на сей раз от Леандру Силвы.
В апреле 2016 года вышел в клетку против американца Кевина Ли, имел достаточно неплохие шансы на победу, перебивая того в стойке, однако за счёт нескольких успешных тейкдаунов Ли повернул ход боя в свою пользу и выиграл единогласным решением. На этом поражении сотрудничество Эскудеро с UFC окончательно подошло к концу.

### Поздняя карьера
Эскудеро остался в смешанных единоборствах в качестве действующего бойца и в последующие годы побывал на многих турнирах в разных частях света. Один из наиболее значимых соперников этот период — бразилец Фабрисиу Геррейру, которого он победил решением судей в марте 2017 года.
Дважды Эскудеро выступал в России, на турнирах российских промоушенов Fight Nights и Absolute Championship Berkut встречался с Ахмедом Алиевым и Мусой Хаманаевым соответственно, но обоим проиграл.

## Статистика в профессиональном ММА
| Боёв 46  | Побед 30 | Поражений 16 |
| -------- | -------- | ------------ |
| Нокаутом | 2        | 0            |
| Сдачей   | 15       | 2            |
| Решением | 13       | 14           |

| Результат | Рекорд | Соперник              | Способ                        | Турнир                                                 | Дата             | Раунд | Время | Место                    | Примечание                                                       |
| --------- | ------ | --------------------- | ----------------------------- | ------------------------------------------------------ | ---------------- | ----- | ----- | ------------------------ | ---------------------------------------------------------------- |
| Поражение | 30-16  | Расул Шовхалов        | Единогласное решение          | ACA 98                                                 | 31 августа 2019  | 3     | 5:00  | Краснодар, Россия        |                                                                  |
| Поражение | 30-15  | Амирхан Адаев         | Раздельное решение            | ACA 92                                                 | 16 февраля 2019  | 3     | 5:00  | Варшава, Польша          |                                                                  |
| Поражение | 30-14  | Глейсон Тибау         | Единогласное решение          | Golden Boy Promotions: Liddell vs. Ortiz 3             | 24 ноября 2018   | 3     | 5:00  | Инглвуд, США             | Бой в промежуточном весе 72,3 кг.                                |
| Победа    | 30-13  | Джейсон Хай           | Техническая сдача (гильотина) | PFL 2                                                  | 21 июня 2018     | 3     | 0:35  | Чикаго, США              | Бой в промежуточном весе 73,5 кг; Эскудеро не сделал вес.        |
| Победа    | 29-13  | Хорхе Лопес           | Сдача (удушение сзади)        | Lux 002                                                | 17 февраля 2018  | 1     | 4:59  | Мехико, Мексика          |                                                                  |
| Поражение | 28-13  | Муса Хаманаев         | Единогласное решение          | ACB 74                                                 | 25 ноября 2017   | 3     | 5:00  | Вена, Австрия            |                                                                  |
| Победа    | 28-12  | Бруно Мурата          | Единогласное решение          | Lux Fight League: Tampico                              | 21 июля 2017     | 3     | 5:00  | Тампико, Мексика         |                                                                  |
| Победа    | 27-12  | Фабрисиу Геррейру     | Единогласное решение          | Conquer FC 3                                           | 18 марта 2017    | 3     | 5:00  | Окленд, США              |                                                                  |
| Поражение | 26-12  | Ахмед Алиев           | Раздельное решение            | Fight Nights Global 59                                 | 23 февраля 2017  | 3     | 5:00  | Химки, Россия            |                                                                  |
| Победа    | 26-11  | Нельсон Карвалью      | Раздельное решение            | European Beatdown 1                                    | 3 декабря 2016   | 3     | 5:00  | Монс, Бельгия            |                                                                  |
| Победа    | 25-11  | Коси Мацумото         | Единогласное решение          | Vale Tudo Japan 8th                                    | 19 сентября 2016 | 3     | 5:00  | Ураясу, Япония           |                                                                  |
| Поражение | 24-11  | Кевин Ли              | Единогласное решение          | UFC 197                                                | 23 апреля 2016   | 3     | 5:00  | Лас-Вегас, США           |                                                                  |
| Поражение | 24-10  | Леандру Силва         | Единогласное решение          | UFC Fight Night 78                                     | 21 ноября 2015   | 3     | 5:00  | Монтеррей, Мексика       |                                                                  |
| Победа    | 24-9   | Дрю Добер             | Сдача (гильотина)             | UFC 188                                                | 13 июня 2015     | 1     | 0:54  | Мехико, Мексика          |                                                                  |
| Победа    | 23-9   | Родригу де Лима       | Единогласное решение          | UFC Fight Night: Henderson vs. Thatch                  | 14 февраля 2015  | 3     | 5:00  | Брумфилд, США            |                                                                  |
| Поражение | 22-9   | Леонарду Сантус       | Единогласное решение          | UFC Fight Night: Bigfoot vs. Arlovski                  | 13 сентября 2014 | 3     | 5:00  | Бразилиа, Бразилия       |                                                                  |
| Победа    | 22-8   | Юха-Пекка Вайникайнен | TKO (удары руками)            | Superior Challenge 10                                  | 3 мая 2014       | 3     | 4:48  | Хельсингборг, Швеция     | Выиграл титул чемпиона Superior Challenge в лёгком весе.         |
| Поражение | 21-8   | Дакота Кокрейн        | Единогласное решение          | RFA 13                                                 | 7 марта 2014     | 3     | 5:00  | Линкольн, США            |                                                                  |
| Победа    | 21-7   | Луис Паломино         | Единогласное решение          | CFA 12: Sampo vs. Thao                                 | 12 октября 2013  | 3     | 5:00  | Корал-Гейблс, США        |                                                                  |
| Победа    | 20-7   | Зак Сурдика           | Единогласное решение          | Bellator 100                                           | 20 сентября 2013 | 3     | 5:00  | Финикс, США              |                                                                  |
| Победа    | 19-7   | Маркус Эдвардс        | Раздельное решение            | Sparta Combat League: Live at the Stampede             | 29 июня 2013     | 3     | 5:00  | Грили, США               |                                                                  |
| Поражение | 18-7   | Жоржи Патину          | Раздельное решение            | Max Sport: 13.2                                        | 11 мая 2013      | 3     | 5:00  | Сан-Паулу, Бразилия      |                                                                  |
| Поражение | 18-6   | Тайсон Гриффин        | Единогласное решение          | RFA 4                                                  | 2 ноября 2012    | 3     | 5:00  | Лас-Вегас, США           |                                                                  |
| Поражение | 18-5   | Мак Данциг            | Единогласное решение          | UFC 145                                                | 21 апреля 2012   | 3     | 5:00  | Атланта, США             |                                                                  |
| Поражение | 18-4   | Джейкоб Волкман       | Единогласное решение          | UFC 141                                                | 30 декабря 2011  | 3     | 5:00  | Лас-Вегас, США           |                                                                  |
| Победа    | 18-3   | Сесар Авила           | Сдача (гильотина)             | Bellator 55                                            | 22 октября 2011  | 1     | 1:55  | Юма, США                 |                                                                  |
| Победа    | 17-3   | Майк Рио              | Единогласное решение          | CFA 2: McCorkle vs. Hayes                              | 23 июля 2011     | 3     | 5:00  | Майами, США              |                                                                  |
| Поражение | 16-3   | Фабрисиу Камойнс      | Единогласное решение          | TPF 9: The Contenders                                  | 5 мая 2011       | 3     | 5:00  | Лемор, США               |                                                                  |
| Победа    | 16-2   | Аше Боуман            | Единогласное решение          | XCage: Predators                                       | 8 апреля 2011    | 3     | 5:00  | Тихуана, Мексика         |                                                                  |
| Победа    | 15-2   | Джереми Ларсен        | Сдача (рычаг локтя)           | Rage In The Cage 148                                   | 29 января 2011   | 3     | 3:21  | Чандлер, США             |                                                                  |
| Победа    | 14-2   | Альфредо Мартинес     | Сдача (удушение сзади)        | Desert Rage Full Contact Fighting 8                    | 19 ноября 2010   | 1     | 1:14  | Сомертон, США            |                                                                  |
| Поражение | 13-2   | Шарлис Оливейра       | Сдача (удушение сзади)        | UFC Fight Night: Marquardt vs. Palhares                | 15 сентября 2010 | 3     | 2:25  | Остин, США               | Бой в промежуточном весе 72,1 кг; Эскудеро провалил взвешивание. |
| Победа    | 13-1   | Дэн Лозон             | Единогласное решение          | UFC 114                                                | 29 мая 2010      | 3     | 5:00  | Лас-Вегас, США           |                                                                  |
| Поражение | 12-1   | Эван Данэм            | Сдача (рычаг локтя)           | UFC Fight Night: Maynard vs. Diaz                      | 11 января 2010   | 3     | 1:59  | Фэрфакс, США             |                                                                  |
| Победа    | 12-0   | Коул Миллер           | KO (удары руками)             | UFC 103                                                | 19 сентября 2009 | 1     | 3:36  | Даллас, США              |                                                                  |
| Победа    | 11-0   | Филлип Новер          | Единогласное решение          | The Ultimate Fighter: Team Nogueira vs Team Mir Finale | 13 декабря 2008  | 3     | 5:00  | Лас-Вегас, США           | Выиграл 8 сезон The Ultimate Fighter в лёгком весе.              |
| Победа    | 10-0   | Томми Вагнер          | Сдача (удары руками)          | Full Moon Fighting                                     | 23 февраля 2008  | 1     | 1:12  | Пуэрто-Пеньяско, Мексика |                                                                  |
| Победа    | 9-0    | Эрик Риган            | Сдача (удушение сзади)        | Rage in the Cage 99                                    | 18 августа 2007  | 2     | 2:15  | Тусон, США               |                                                                  |
| Победа    | 8-0    | Джон Кекс             | Сдача (треугольник)           | Cage Supremacy 2                                       | 22 июля 2007     | 1     | 2:04  | Тусон, США               |                                                                  |
| Победа    | 7-0    | Ти Джей Заса          | Сдача (удушение сзади)        | Cage Supremacy                                         | 24 июня 2007     | 2     | 0:43  | Тусон, США               |                                                                  |
| Победа    | 6-0    | Питер Ньюшеллер       | Сдача (удушение сзади)        | Rage in the Cage 96                                    | 15 июня 2007     | 1     | 1:13  | Тусон, США               |                                                                  |
| Победа    | 5-0    | Хосе Родригес         | Сдача (треугольник)           | Rage in the Cage 95                                    | 12 мая 2007      | 1     | 2:29  | Фаунтин-Хиллс, США       |                                                                  |
| Победа    | 4-0    | Ник Стоун             | Сдача (рычаг локтя)           | Rage in the Cage 93                                    | 20 апреля 2007   | 2     | 1:25  | Сомертон, США            |                                                                  |
| Победа    | 3-0    | Майк Смит             | Сдача (удушение сзади)        | Rage in the Cage 92: Cronin vs Vigil                   | 30 марта 2007    | 1     | 2:57  | Финикс, США              |                                                                  |
| Победа    | 2-0    | Джо Кронин            | Единогласное решение          | Rage in the Cage 84: Celebrity Theatre                 | 1 июля 2006      | 3     | 3:00  | Финикс, США              |                                                                  |
| Победа    | 1-0    | Крис Колладо          | Сдача (удушение)              | Rage in the Cage 83: Rampage                           | 10 июня 2006     | 1     | N/A   | Фаунтин-Хиллс, США       |                                                                  |